# Nueva Zelanda en los Juegos Paralímpicos de Barcelona 1992
Nueva Zelanda estuvo representada en los Juegos Paralímpicos de Barcelona 1992 por un total de trece deportistas, nueve hombres y cuatro mujeres.

## Medallistas
El equipo paralímpico neozelandés obtuvo las siguientes medallas:
| Nombre            | Deporte   | Evento                     |
| ----------------- | --------- | -------------------------- |
| Oro               |           |                            |
| Cristeen Smith    | Atletismo | 100 m TW2 femenino         |
| Jennifer Newstead | Natación  | 50 m espalda S5 femenino   |
| Jennifer Newstead | Natación  | 50 m libre S5 femenino     |
| Jennifer Newstead | Natación  | 100 m libre S5 femenino    |
| Jennifer Newstead | Natación  | 200 m estilos SM5 femenino |
| Plata             |           |                            |
| Jennifer Newstead | Natación  | 100 m braza SB4 femenino   |
| Bronce            |           |                            |
| —                 |           |                            |